# Рахмановські ключі
Рахма́новські ключі (каз. Рахман қайнары) — село у складі Катон-Карагайського району Східноказахстанської області Казахстану. Входить до складу Жамбильського сільського округу.
Населення — 10 осіб (2021; 53 у 2009, 115 у 1999, 193 у 1989).
Національний склад станом на 1989 рік:
- казахи — 100 %

Станом на 1989 рік село називалось Санаторій Рахмановські ключі, у радянські часи село мало також назву Рахмановські Ключі.